# Chamedorea sličná
Chamedorea sličná (Chamaedorea elegans), někdy uváděná jako chamedorea zdobná nebo oštěpuška nádherná, je dvoudomá rostlina, která se řadí do čeledi arekovité a pochází z Mexika a Střední Ameriky. Chamedorea bývá také jinak nazývána „horská palma“.

## Popis
Chamedorea sličná pochází z hustých lesů Mexika a Guatemaly. Ve svém přirozeném prostředí dosahuje až 10m výšky. Rostlina má tuhý, hustě kroužkovaný kmen. Její listy jsou světle zelené barvy a jejich tvar je hodně obloukovitě sehnutý.

## Pěstování a množení
Vzhledem k jejímu původu je možné chamedoreu umístit v místnosti i na polostinné místo, ideálně k oknu směrem na sever. Rostlina je stínomilná a snáší i nižší teploty, v létě je vhodná teplota kolem 20 °C, v zimě chladněji. Od června je možno ji umístit ven na stinnější místo. 
Chamedorea má ráda rovnoměrnou vlhkost zeminy a vysokou vlhkost ve vzduchu, proto je zejména v sušším prostředí vhodné mlžit rozprašovačem. Nevyžaduje žádný speciální druh zeminy a lze použít obvyklou zeminu pro květiny, nějaký jednotný substrát. Hnojí se od března do září v intervalu dvou týdnů. Přesazuje se ve chvíli, kdy kořeny začnou přerůstat okraj květináče. Pokud je rostlina v prostředí, kde je suchý vzduch, může se na ní objevit napadení sviluškami. Při přelití mohou uhnít kořeny.
Při správné péči kvete tato palma bez ohledu na roční dobu. Rostlina je výjimečná i tím, že kvete již v mládí. Květy mají světle žlutou barvu. Samičí květy příjemně voní, však samčí jsou bez vůně. Aby se předešlo vysilování rostliny, např. při bujném kvetení, je možno rozvíjející se květenství vyříznout.
Rostlina se v Evropě pěstuje ze semen. Semena ale klíčí nepravidelně, protože pochází ze sběru planě rostoucích rostlin. Mladé rostliny, přibližně jeden až dva roky staré, se sázejí do květináče po třech.